# Spiegel Online
Spiegel Online (abrégé par SPON) est un site web d'information allemand, version en ligne du magazine Der Spiegel qui l'ouvre le 25 octobre 1994.

## Aspects économiques
Spiegel Online est géré par Spiegel Online GmbH, dirigée par Katharina Borchert (de). La société possède aussi manager-magazin.de et Quality Channel de SPIEGELnet GmbH, une filiale exclusive. Les rédactions entre le magazine et le site Internet sont séparées par leurs directions et leurs locaux. En 2006, SPON a fait un chiffre d'affaires de 15 millions d'euros pour un bénéfice de 2 millions. Pour l'année 2011, les ventes d'espaces publicitaires sont estimés, d'après Zeit on line, à environ 30 millions d'euros avec un rendement de plus de 10%.

## Rédaction
L'équipe de rédaction du Spiegel Online a son siège à Hambourg. Elle collabore avec des auteurs indépendants, ainsi que des bureaux en Allemagne et à l'étranger. Elle déclare avoir 130 salariés. Parfois, les rédacteurs du magazine papier écrivent aussi pour le site web. La rédaction utilise les informations des agences de presse : AFP, Associated Press, Deutsche Presse-Agentur, Thomson Reuters, Sport-Informations-Dienst, Vereinigte Wirtschaftsdienste (de)...
Le rédacteur en chef est Rüdiger Ditz (de) depuis juillet 2009,. Auparavant, de mai 2008 à juillet 2009, la fonction était partagée par Wolfgang Büchner (de) et Ditz en adjoint. Ils avaient succédé à Mathias Müller von Blumencron (de), responsable du SPON depuis décembre 2000, et qui, depuis le 5 février 2008, dirige avec Georg Mascolo (de) le magazine après le départ de Stefan Aust. En février 2011, Blumencron reprend la gestion des déclinaisons sur Internet de Der Spiegel, y compris SPON,. Le 9 avril 2013, Mascolo et Blumencron sont licenciés immédiatement pour des divergences stratégiques et éditoriales.

Les rédacteurs et les chroniqueurs les plus connus travaillant ou ayant collaboré pour SPON sont :
- Matthias Matussek
- Henryk M. Broder (de)
- Claus Christian Malzahn (de)
- Bastian Sick (de)
- Jakob Augstein (de)
- Sascha Lobo (de)
- Jenni Zylka (de)
- Martin Sonneborn
- Tom Hillenbrand (de)
- Marc Pitzke (de)
- Wolfgang Höbel (de)
- Jan Fleischhauer (de)
- Hajo Schumacher (de)
- Stefan Niggemeier (de)

## Histoire
Spiegel Online est mis en ligne le 25 octobre 1994. Il s'agit du premier site d'informations sur Internet, un jour avant celui du Time. Toutefois l'adresse "www.spiegel.de" n'apparaît qu'un an après.
Au début, il reprend les articles du magazine papier. Elle étoffe une version exclusive sur Internet au cours de l'année 1995. Depuis octobre 2004, SPON propose une version électronique du magazine payante. Dans le même mois, elle propose des articles anglophones. Au printemps 2006, elle met en place un service de vidéo à la demande.
Par ailleurs, SPON collabore d'avril 2010 à février 2012 avec Legal Tribune Online (de) (propriété de Wolters Kluwer Deutschland (de)) un magazine d'information juridique pour les juristes et les intéressés.
Le 4 juin 2013, le nouveau site est mis en ligne, donnant plus d'importance aux informations traitées par Der Spiegel. Seulement pour lire les articles en entier, il faut dorénavant payer.

### Archives
En 2002, l'accès aux archives est facturé. En 2007, les articles de moins de deux ans sont disponibles gratuitement. Le 13 février 2008, tous les articles de Der Spiegel depuis 1947 sont disponibles gratuitement sur le portail Spiegel Wissen en collaboration avec Wissen Media Group (Wissen Media Verlag (de) et wissen.de, une filiale de Bertelsmann). En août 2009, le portail fusionne avec SPON et n'est plus utilisé en décembre 2009.

## Source de la traduction
- (de) Cet article est partiellement ou en totalité issu de l’article de Wikipédia en allemand intitulé « Spiegel Online » (voir la liste des auteurs).